# Комсомолец (подводная лодка)
К-278 «Комсомолец» — советская атомная подводная лодка (АПЛ) 3-го поколения, единственная лодка проекта 685 «Плавник».
Лодке принадлежит абсолютный рекорд по глубине погружения среди подводных лодок — 1027 метров (4 августа 1985). Затонула в Норвежском море после пожара 7 апреля 1989 года, в результате чего погибли 42 человека из 69 членов экипажа.

## Проектирование
Тактико-техническое задание на проектирование опытной лодки с повышенной глубиной погружения было выдано ЦКБ-18 в 1966 году. Процесс проектирования закончился только в 1974 году. Применение титана позволило существенно уменьшить массу корпуса. Она составила всего 39 % от нормального водоизмещения, что не превышало соответствующий показатель других АПЛ при достижении значительно более высокой прочности. Опыт, полученный при создании этой подводной лодки, предполагалось использовать для создания проекта глубоководных лодок, пригодных для серийной постройки. Главный конструктор Н. А. Климов (с 1977 года — Ю. Н. Кормилицин), главный наблюдающий от ВМФ — капитан 2-го ранга А. Я. Томчин (затем капитан 2-го ранга Н. В. Шалонов). Проект получил номер 685, шифр «Плавник».
Глубоководная атомная лодка создавалась как полноценный боевой корабль, способный выполнять самые разные боевые задачи, в число которых входил поиск, обнаружение, длительное слежение и уничтожение атомных подводных лодок, борьба с авианосными соединениями, крупными надводными кораблями и флотилиями противника. Для определения работоспособности титанового сплава в условиях высоких напряжений корпусных конструкций на больших глубинах погружения было решено провести широкий комплекс исследований и экспериментов. На отсеках подводной лодки отрабатывались методы конструирования, технология изготовления различных конструктивных узлов корпуса, осуществлялась экспериментальная проверка статической, циклической и динамической прочности конструкции.
В Северодвинске были построены три специальные барокамеры, одна из которых имела диаметр 5 м и длину 20 м, другая, соответственно, 12 и 27, и третья — 15 м и 55 м. В первой из камер создавалось давление 400 кгс/см² при разовой нагрузке и 200 кгс/см² — при циклическом нагружении. Вторая барокамера имела рабочее давление 200 кгс/см² и третья — 160 кгс/см². В них проходили испытания масштабных, полунатурных и натурных отсеков подводной лодки, осуществлялась экспериментальная проверка статической, циклической и динамической прочности конструкций.

## Конструкция

### Корпус
Конструктивно лодка была двухкорпусной, одновальной. Из-за повышенной глубины погружения материалом прочного корпуса был выбран титановый сплав 48-Т с пределом текучести около 720 МПа. Лёгкий корпус также был выполнен из титановых сплавов и состоял из 10 бескингстонных цистерн главного балласта, носовой и кормовой оконечностей, проницаемых надстроек и ограждения выдвижных устройств. Тщательно отработанные внешние обводы лёгкого корпуса снижали гидродинамическое сопротивление. Снаружи лёгкий корпус был облицован резиновым покрытием, повышающим скрытность корабля.
В средней части прочный корпус имел форму цилиндра диаметром 8 метров, в носовой и кормовой оконечностях цилиндр сопрягался с усечёнными конусами, заканчивающимися сферическими переборками. Угол сопряжения цилиндра и конусов не превышал 5 градусов. Ниши торпедных аппаратов, вырезы под носовые горизонтальные рули, шпигаты были оснащены щитовыми закрытиями.
Прочный корпус был разделён на семь отсеков:
- 1-й — торпедный, разделённый двумя палубами. На верхней палубе размещались казённые части ТА, торпедные стеллажи и часть аппаратуры связи, а на нижней — аккумуляторная батарея на 112 элементов;
- 2-й — жилой, разделённый двумя палубами. Вверху были расположены кают-компания, камбуз и санитарно-бытовые помещения, внизу — каюты личного состава. В трюме размещались провизионная кладовая, ёмкости с пресной водой и электролизная установка;
- 3-й — центральный пост, разделённый двумя палубами, на верхней из которых были расположены пульты управления главного поста и вычислительный комплекс, а на нижней находился аварийный дизель-генератор;
- 4-й — реакторный. В нём располагалась паропроизводящая установка со всем оборудованием и трубопроводами первого контура;
- 5-й — отсек вспомогательных механизмов, обеспечивающих функционирование системы охлаждения;
- 6-й — турбинный отсек. В его диаметральной плоскости располагался главный турбозубчатый агрегат, а по бокам — два автономных турбогенератора и два главных конденсатора;
- 7-й — кормовой. По нему проходила линия главного вала и размещались приводы рулей.

Второй и третий отсеки ограничивались поперечными переборками, рассчитанными на давление до 40  кгс/см² («отсеки-убежища» или «зона спасения»). Лодка имела систему воздушно-пенного и объёмного химического пожаротушения.

### Система погружения и всплытия
Балластные цистерны находились внутри прочного корпуса. Для экстренного (в течение 20-30 с) создания положительной плавучести на больших глубинах при поступлении внутрь лодки забортной воды была установлена система продувания балласта одной из цистерн средней группы при помощи пороховых газогенераторов. Носовые горизонтальные рули — выдвижные. Было решено отказаться от торпедопогрузочного люка и прочной рубки. Вход в лодку осуществлялся через ВСК (всплывающую спасательную камеру). Всё это позволило свести к минимуму число отверстий в прочном корпусе.

### Силовая установка
Главная энергетическая установка состояла из водо-водяного реактора ОК-650Б-3 с тепловой мощностью 190 МВт с четырьмя парогенераторами, главным турбозубчатым агрегатом мощностью на валу 43000 л. с. и двух автономных турбогенераторов мощностью по 2 МВт каждый. Для предотвращения аварийного поступления радиоактивного теплоносителя внутрь прочного корпуса была применена двухконтурная система теплообменных аппаратов главной энергетической установки и бортового оборудования. В первом контуре охлаждения циркулировала дистиллированная вода высокой чистоты с отводом тепла в два забортных водо-водяных охладителя. Кроме того имелась и резервная энергетическая установка, состоящая из аварийного дизель-генератора ДГ-500 мощностью 500 кВт и группы аккумуляторных батарей, расположенной в первом отсеке. На концах горизонтального оперения, в двух водонепроницаемых капсулах находились электродвигатели мощностью по 300 кВт каждый, приводящие в движение винты. При помощи этих резервных двигателей лодка могла развивать скорость до 5 узлов.

### Вооружение

#### Торпедное
Лодка имела шесть носовых 533-мм торпедных аппаратов с устройством быстрого заряжания. Каждый ТА имел автономное пневмогидравлическое стреляющее устройство. Стрельба могла производиться на всех глубинах погружения.
Боекомплект состоял из 22 единиц (торпеды и ракето-торпеды). Типовой вариант загрузки торпедных аппаратов был следующий:
- 2 торпеды САЭТ-60М
- 2 ракето-торпеды C-10 «Гранат»
- 2 реактивных торпеды ВА-111 «Шквал»

На стеллажах находились шесть ракето-торпед и десять торпед. Выдачу целеуказания осуществлял гидроакустический комплекс «Скат-КС».

#### Радиоэлектронное
Радиоэлектронное вооружение включало в себя:
- Гидроакустический комплекс «Скат-КС» с аналоговой обработкой сигнала. Его антенны и приборное оборудование располагались в носовой оконечности лёгкого корпуса в прочной капсуле,
- Всеширотный навигационный комплекс «Медведица-685»,
- Набор средств связи «Молния-Л», станция космической связи Р-750 «Цунами», антенна «Синтез»; КВ-передатчик Р-655, КВ антенны «Кора», «Анис» и УКВ-станция Р625.
- Навигационная РЛС «Чибис»,
- Система обнаружения радиосигналов «Бухта».

Централизованное управление боевой деятельностью осуществлялось посредством БИУС «Омнибус-685». Система управления движением АПЛ имела подсистему, обеспечивающую автоматизированный контроль за поступлением внутрь прочного корпуса забортной воды и вырабатывающая рекомендации по всплытию аварийной лодки на поверхность.

## Строительство
Большая атомная подводная лодка К-278 проекта 685 (шифр «Плавник»), заводской номер 510 заложена 22 апреля 1978 года на стапеле цеха № 42 ПО «Севмашпредприятие» в Северодвинске. 
Строительство корабля велось блочным методом, каждый готовый блок проходил всесторонние испытания в док-камерах, построенных при проектировании.
30 мая 1983 года торжественно выведена из цеха, а 3 июня того же года спущена на воду. С июля по август на подлодке проводились швартовые испытания. В августе был торжественно поднят военно-морской флаг, и ПЛ приступила к ходовым испытаниям. 28 декабря 1983 года был подписан приёмный акт, и К-278 вступила в строй.

## История службы
Лодка служила базой для экспериментов в области глубоких погружений. Наряду с участием в экспериментах лодка интенсивно использовалась для учений флота и несения боевой службы, в частности участвовала в противолодочном охранении РПКСН от подводных лодок вероятного противника. Входила в состав 6-й дивизии подводных лодок Северного флота, в которую также входили подводные лодки с титановыми корпусами: «лодки-автоматы» проекта 705 и многоцелевые субмарины проектов 945 и 945А. Всего выполнила 3 боевых службы.
18 января 1984 года включена в состав 6 дивизии 1 флотилии подводных лодок Краснознамённого Северного флота.
14 декабря 1984 года К-278 прибыла в место постоянного базирования — Западную Лицу. Опытная эксплуатация корабля велась под руководством командующего 1-й флотилией подводных лодок.
29 июня 1985 года корабль вышел в первую линию — вошёл в число постоянно боеготовых кораблей.
4 августа 1985 года лодка под командованием капитана 1-го ранга Юрия Зеленского установила абсолютный мировой рекорд глубины погружения — 1027 метров. При этом при всплытии на глубине 800 метров из торпедных аппаратов были произведены успешные выстрелы болванками. На такой глубине лодка была недостижима для других подводных лодок и остальных противолодочных средств, а также практически не фиксировалась гидроакустическими средствами обнаружения.
В 1986 году К-278 успешно выполнила проверку пороховой системы аварийного всплытия с глубины 800 метров.
С 30 ноября 1986 года по 28 февраля 1987 года выполнила задачи своей первой автономной боевой службы.
В июне 1987 года была завершена опытная эксплуатация, К-278 стала считаться не опытной, а боевой субмариной. В августе-октябре того же года корабль выполнил задачи второй боевой службы.
31 января 1989 года лодка получила наименование «Комсомолец».
28 февраля 1989 года К-278 «Комсомолец» вышел на третью автономную боевую службу. На борту подводной лодки находился сменный 604-й экипаж под командованием капитана 1-го ранга Е. А. Ванина. Основной экипаж «К-278» остался на берегу.

## Пожар и гибель корабля
Атомная подводная лодка К-278 «Комсомолец» проекта 685 «Плавник» погибла 7 апреля 1989 года при возвращении с третьей боевой службы. В результате возникновения пожара в двух смежных отсеках были разрушены системы цистерн главного балласта, через которые произошло затопление лодки забортной водой. Дальнейшая оценка причин катастрофы в различных источниках значительно разнится — руководство ВМФ обвиняло в несовершенстве лодки конструкторов и судостроителей, последние, в свою очередь, заявляли о неумелых и порой даже безграмотных действиях экипажа.

### Хронология катастрофы
7 апреля 1989 года подводная лодка шла на глубине 380 метров со скоростью 8 узлов. Шёл 39 день похода.
- В 11:02 в 7-м отсеке возник очаг пожара, истинная причина которого осталась неустановленной. Возможной причиной называлось возгорание электрооборудования (масляных сепараторов)[4]. Сразу же появились первые жертвы: погиб вахтенный матрос 7-го отсека Нодари Бухникашвили.

- В 11:12 на К-278 была объявлена аварийная тревога, лодка начала всплывать ходом на глубину 50 метров. В силу ряда причин ликвидировать пожар подачей ЛОХ (лодочной объёмной химической системы пожаротушения) не удалось, огонь распространялся, в результате чего в зону пожара попали силовые электрические системы; из-за их повреждения на глубине 150 метров сработала аварийная защита паротурбинной установки, и подводная лодка потеряла ход. Для дальнейшего всплытия была подана команда продуть группу цистерн главного балласта, что в значительной мере послужило кульминационным моментом развития трагедии. Объективные данные говорят о том, что при выполнении этой команды произошёл разрыв трубопровода воздуха высокого давления (ВВД) цистерны главного балласта № 10, расположенной в 7 отсеке, в результате чего в отсек под высоким давлением начал поступать сжатый воздух, что привело к перерастанию локального пожара в объёмный. Из-за резкого возрастания давления воздух, смешанный с продуктами горения, начал поступать в цистерну слива масла главной машины, расположенную в соседнем, 6 отсеке; избыточным давлением масло «обратным ходом» было выдавлено в отсек и распылено по оборудованию. Нёсший вахту в 6-м отсеке мичман Владимир Колотилин также погиб. Остался открытым вопрос, почему команда на перекрытие магистралей ВВД и гидравлики, идущих в крайний 7-й отсек, так и не была отдана[5]. Также не была произведена герметизация переборок[5].
- В 11:16 К-278 всплыла на поверхность. Первоначально лодка имела нулевой крен и нулевой дифферент, но уже через 1—2 минуты после всплытия из-за того, что горячие газы из 7-го отсека продолжали продувать цистерну главного балласта правого борта через разорванный трубопровод, возник крен на левый борт 4—6°[5]. Горели уже два отсека — 6-й и 7-й, произошло задымление 2-го, 3-го и 5-го отсеков, примерно в это же время происходит возгорание пульта в 3-м отсеке и вспышка горючих газов в 5-м. Уже в надводном положении сработала аварийная защита реактора, произошло отключение основных электроцепей, питание перешло на аккумуляторную батарею. Была подана команда запустить аварийный дизель-генератор, которую экипаж выполнял в течение двух с лишним часов.
- В 11:23 — крен на левый борт достиг 8°[5].
- 11:37. Был первый раз передан сигнал об аварии. Однако из-за разрушения систем гидравлики в этот момент выдвижные устройства начали опускаться под собственным весом, возможно, в этом заключается причина ненадёжности передачи аварийного сигнала — на берегу он был принят и расшифрован лишь после восьмого раза, в 12:19. Горячий воздух из 7-го отсека продолжает поступать в цистерну главного балласта № 10 правого борта и продувать её, что приводит к увеличению крена на левый борт. Не выяснив причину образования крена, его пытаются выровнять продуванием противоположных цистерн, что приводит к поступлению в горящие отсеки свежей порции воздуха под давлением. К этому моменту личный состав включён в шланговые дыхательные аппараты, в систему которых попадают продукты горения — личный состав начинает выходить из строя в результате отравления, организуется работа аварийных партий по выносу пострадавших из отсеков. С опозданием подана команда переключиться в индивидуальные дыхательные аппараты (ИДА), однако в экипаже уже появились жертвы.
- 11:54. Экипаж лётчика майора Геннадия Петроградского подняли по тревоге, которая была объявлена всем спасательным силам авиации и флота. На КП поставили задачу: в районе острова Медвежий возник пожар на советской атомной подводной лодке. Корабль всплыл, экипаж ведёт борьбу за живучесть. Необходимо выйти в район аварийного корабля, установить с ним связь и непрерывно докладывать обстановку и просьбы командира подводной лодки в штаб флота. В распоряжении спасателей-авиаторов были вертолёты, способные садиться на воду, гидросамолёты. Но решено было послать многомоторный самолёт, способный доставить груз на большое расстояние от берега. Причина — вертолёту не хватит запаса топлива, ведь ЧП произошло за 980 километров от советской границы. У гидросамолёта скорость почти в 2 раза меньше, чем у Ил-38. Кроме того, по докладу командира, ситуация на борту лодки особой тревоги не вызывала.
- 12:43. Петроградский оторвал свой Ил-38 от взлётной полосы. На подготовку такой машины к аварийно-спасательному вылету отводится 1 час 20 минут. Но экипаж сумел уложиться в 49 минут. И это при том, что нужно было снять вооружение, а на его месте установить сбрасываемые аварийно-спасательные контейнеры.
- 13:20. Командование Северного флота передаёт координаты К-278 на плавбазу «Алексей Хлобыстов», которая выходит к месту аварии.

- В 14:20 Командир воздушного корабля установил связь с командиром подводной лодки. С ПЛ доложили, что, хотя пожар продолжается, он контролируется экипажем, который не даёт огню разрастись. Просьб никаких нет. В ответ Петроградский сообщил, что имеет задачу навести на лодку корабль и уже начал работать.
- В 14:40 Пробив нижнюю кромку облаков, экипаж самолёта ИЛ-38 установил визуальный контакт с К-278. Она стояла без движения строго с севера на юг с едва уловимым креном на правый борт. У левого борта в районе шестого и седьмого отсеков наблюдалось обильное вспенивание воды. Из боевой рубки, отклоняемый ветром, тянулся хвост светлого дыма. Командир самолёта передал на берег метеосводку: видимость — 5—6 километров, нижняя кромка облаков — 400 метров, волна — 3 балла, зыбь. Временами заряды снега, тогда видимость снижается до полутора километров. На лодке в это время продолжались попытки устранить крен и осуществить разведку аварийных отсеков; тем временем началось поступление воды внутрь прочного корпуса 7 отсека, крен начал переходить на правый борт, возрос дифферент на корму до 2 градусов. На лодке закончились запасы хладагента ЛОХ, воздуха высокого давления.
- 14:50. К этому времени в воздухе находились уже три самолёта. Другие экипажи возглавили майоры Владимир Вотинцев и Анатолий Малышев. Они расположились в небе между Медвежьим и Мурманском, ретранслируя переговоры командира подлодки и штаба флота. Экипаж майора Петроградского начал сложную работу. Он не только помогал организовывать связь, но и летал по акватории, наводя надводные суда в район аварии. Их капитаны рассчитали примерное время прибытия — 18 часов.
- 15:20. На лодке продолжалась борьба с огнём. Её командир постоянно держит связь через самолёты с берегом. Поступила лишь одна просьба — буксиру подойти к ним.
- 16:00. Командир подлодки неожиданно запросил фреон. Петроградский связался с судами, те обещали подыскать в своих запасах нужное количество.
- 16:35. Лётчики вдруг заметили, что лодка начала оседать на корму. С этого момента события стали развиваться стремительно.
- 16:38. Наблюдается дифферент на корму и крен на правый борт.
- 16:40. По кораблю был отдан приказ готовиться к эвакуации экипажа с лодки, приготовить всплывающую спасательную камеру (ВСК), покинуть отсеки. Личный состав начал отдавать спасательные плоты, однако удалось спустить на воду лишь один из них. Из воды показался задранный нос лодки, дифферент на корму увеличился.
- 16:44. Дифферент ещё больше, вода подступила к основанию боевой рубки.
- 16:47. Боевая рубка наполовину скрылась в воде.
- 16:50. Командир подлодки передаёт радиограмму: «Готовлю к эвакуации 69 человек».
- 17:00. Рядом с лодкой показались два развёрнутых аварийно-спасательных плота, на двадцать человек каждый. Из лодки непрерывным потоком начали эвакуироваться моряки. ИЛ-38 сбрасывает авиационный спасательный контейнер.
- 17:08. К-278 с дифферентом на корму до 80 градусов стремительно затонула в точке с координатами 73°43′17″ с. ш. 13°15′51″ в. д.HGЯO и опустилась на глубину 1658 метров. В воде оказалось около шестидесяти человек. Пятеро моряков, включая командира К-278 Е. А. Ванина, успели забраться в ВСК, но после всплытия камеры от разницы давлений сорвало люк и выбросило в море мичмана Сергея Черникова, после чего через открытый люк смог самостоятельно выбраться лишь мичман Виктор Слюсаренко[5][6]. Камера из-за притока через люк забортной воды затонула[5]. Внутри прочного корпуса подводной лодки остался капитан 3-го ранга А. М. Испенков, до последних минут обеспечивавший работу дизель-генератора.
- 17:10. Поднят по тревоге поддежуривающий экипаж майора Александра Волкова. Задача — сменить в районе бедствия экипаж майора Петроградского. В течение 50 минут было снято вооружение и подвешены спасательные контейнеры (КАС). По прибытии в район снизились до высоты 30 метров. Задача — наводить спасательные средства на все обнаруженные в воде предметы и людей. Ушли из района по остатку топлива с наступлением темноты.
- 18:20. К месту аварии прибыл «Алексей Хлобыстов» и приступил к спасению людей. К этому моменту погибли от переохлаждения и утонули 17 человек, на борт «Алексея Хлобыстова» подняли 30 живых и 16 погибших моряков.

### Информационное сообщение
9 апреля 1989 года в советской прессе было опубликовано сообщение следующего содержания:

От Центрального Комитета КПСС, Президиума Верховного Совета ССР и Совета Министров СССР.
7 апреля на торпедной подводной лодке с атомной энергоустановкой, находившейся в нейтральных водах в Норвежском море, возник пожар. Принятыми экипажем мерами ликвидировать его не удалось. Лодка затонула. Имеются человеческие жертвы.

Центральный Комитет КПСС, Президиум Верховного Совета ССР и Совет министров СССР выражают глубокое соболезнование семьям, родственникам и близким погибших.

### Экипаж
В третьем походе на борту К-278 находился 604-й экипаж АПЛ проекта 685 в составе 69 человек. В результате катастрофы и гибели корабля 42 человека погибли, 27 человек выжили.
16 тел погибших были подняты на борт подошедших кораблей спустя сутки, на борту 8 апреля умерли ещё трое из тридцати спасённых. Тела умерших были преданы земле. Остальные 23 погибших остались в море: капитан 3-го ранга А. М. Испенков, а также вахтенные 6-го и 7-го отсеков: мичман Владимир Колотилин и старший матрос Н. О. Бухникашвили — на борту корабля, тела трёх членов экипажа, включая командира корабля Е. А. Ванина, остались на дне в ВСК, но большинство — утонули в ледяной воде, не дождавшись подхода спасателей.
12 мая 1989 года Президиум Верховного совета СССР издал указ о награждении всех членов экипажа «Комсомольца» орденом Красного знамени.

### Расследование
9 апреля 1989 года военным прокурором Северного флота было возбуждено дело о катастрофе подводной лодки К-278 по признакам преступления, предусмотренного пунктом «в» статьи 260.1 УК РСФСР «Халатное отношение начальника или должностного лица к службе, повлёкшее тяжкие последствия»
Следствие проводилось в условиях противостояния позиций флота с одной стороны и проектировщиков и строителей с другой. По итогам трёх лет работы объединённая экспертная комиссия пришла к выводу, что находившийся в момент гибели на борту «Комсомольца» 604-й экипаж не был в достаточной степени подготовлен для похода, в частности перерыв после предыдущего выхода в море превышал предельно допустимый срок в 8 месяцев, а пять членов экипажа не были допущены к исполнению обязанностей согласно занимаемой должности. То есть, экипаж потерял линейность, и отправка его в море без дополнительной подготовки была недопустима.
В январе 1998 года руководитель следственной группы отправил главнокомандующему ВМФ РФ представление об устранении причин и условий, способствовавших катастрофе атомной подводной лодки «Комсомолец», со следующими рекомендациями:

1. Рассмотреть представление с участием лиц, ответственных за боевую подготовку в ВМФ.
2. Принять меры к обеспечению надлежащего уровня боевой подготовки экипажей подводных лодок.
3. За допущенные отступления от требований действующих руководящих документов при подготовке подводной лодки К-278 к выходу в море, способствовавших катастрофе корабля, рассмотреть вопрос об ответственности командующего Северным флотом адмирала Ерофеева О. А. и начальника 24-го НИИ МО РФ контр-адмирала Шкирятова О. Т.

Вопрос об ответственности других лиц не ставится в связи с их увольнением с военной службы.

Также в документе указывалось, что в курсе боевой подготовки атомных подводных лодок редакции 1990 года было введено множество упрощений, снижающих качество подготовки экипажей и, как следствие, увеличивающих аварийность и травматизм.
В апреле того же года этот документ был рассмотрен Военно-техническим советом ВМФ, а последующие проверки различными инстанциями не нашли оснований для опровержения сделанных выводов. Однако в 2002 году, после увольнения в запас производивших расследование офицеров, представление было отменено, а следствие — приостановлено.

## Последствия гибели

### Обследования корпуса
В район гибели АПЛ «Комсомолец» в Норвежском море глубоководными обитаемыми аппаратами «Мир» в 1989—1998 годах было проведено семь экспедиций, в ходе которых проводилась установка измерительной и записывающей аппаратуры и герметизация торпедных аппаратов, в которых находятся торпеды с ядерными боеголовками, с целью обеспечения радиационной безопасности.
Во время последней экспедиции в 1998 году было обнаружено, что записывающие станции отсутствуют, от них остались только аккуратно отстыкованные якоря. Вероятно, приборы были сняты или срезаны с помощью других подводных аппаратов или необитаемых телеуправляемых роботов.
7 июля 2019 года К-278 была обследована телеуправляемым аппаратом «Ægir 6000» Норвежского института морских исследований. Согласно опубликованной видеозаписи, лодка лежит в точке с координатами 73°43′28″ с. ш. 13°15′58″ в. д. на глубине около 1670 метров на ровном киле, носом на север.

### Перспективы подъёма лодки
Лодка лежит на глубине, делающей её доступной для работы современных глубоководных аппаратов, что создаёт возможность извлечения из неё ядерного оружия и материалов. Кроме того, независимо от качества консервации, постоянно сохраняется опасность радиационной катастрофы из-за попадания в воду ядерных материалов после естественного разрушения оболочек ядерных боеприпасов и реактора. В связи с этим, с момента гибели лодки неоднократно высказывалась идея поднять «Комсомолец» целиком или хотя бы его ядерно-опасные части.
В августе 1993 года силами СКБ «Рубин» была предпринята попытка поднять затонувшую при аварии всплывающую камеру. Удалось найти камеру на дне (глубина 1650 м), зацепить специальным захватом и поднять на 200 м надо дном, но затем трос лопнул и камера снова упала на дно и до сих пор лежит на глубине 1750 м. По некоторым сообщениям, предполагалось повторить попытку в 1998 году, но экспедиция 1998 года ограничилась обследованием лодки и констатацией отсутствия радиоактивного заражения окружающей местности.
По оценке руководителя проекта проектного офиса комплексной утилизации АПЛ дирекции ядерной и радиационной безопасности Росатома Анатолия Захарчева подъём «Комсомольца» в принципе реален, но не ранее чем в начале 2020-х годов. По мнению Захарчева, первым шагом к подъёму АПЛ «Комсомолец» мог бы стать подъём для утилизации аварийной АПЛ К-27, затопленной в Карском море в 1982 году на малой глубине с выгруженным оружием, аккумуляторами и полностью заглушённым и загерметизированным реактором.

### Радиоактивное загрязнение
Реактор лодки был надёжно заглушен, однако в торпедных аппаратах находятся две ракето-торпеды с ядерной боевой частью. В результате коррозии существовала вероятность разгерметизации боевых частей, что привело бы к загрязнению окружающей местности плутонием.
При обследованиях лодки проведённых в 1991—1993 годах фиксировалось повышение уровня цезия-137 в донных отложениях возле лодки. В марте 2007 года российской экспедицией фиксировалась утечка радионуклидов.
В 2019 году Норвежской компанией The Barents Observer было проведено обследование лодки при помощи глубоководного беспилотного аппарата Ægir 6000 с борта научно-исследовательского судна «G. O. Sars». Руководитель национальной норвежской исследовательской экспедиции Хильда Элиза Хелдаль сообщила, что уровень радиации в морских водах возле советской подводной лодки «Комсомолец» превышает фоновое в 100 000 раз и составляет около 100 Бк/литр, а в пробе воды из вентиляционной трубы реакторного отсека — 800 Бк/литр. В экспедиции принимали участие и специалисты НПО «Тайфун» Росгидромета. При этом угрозы для территории Норвегии норвежцы не отмечают вследствие большой глубины залегания лодки. Адмиралом Вячеславом Поповым было высказано сомнение о результатах экспедиции, при этом им заявлялось, что прежде возле лодки не отмечался повышенный уровень ионизирующего излучения.
В лодку закачан композитный полимер с хитином и хитозаном.

### День памяти погибших подводников
Дата гибели АПЛ «Комсомолец» провозглашена в Российской Федерации как День памяти погибших подводников, и, наряду с Днём подводника, стала поводом ещё раз воздать почести тем подводникам, кто до конца сражался за Отечество и тем, кто участвовал в ликвидации последствий аварий на подводных лодках, заплатив за это своей жизнью. В этот день члены семей погибших подводников, моряки и ветераны ВМФ РФ и другие неравнодушные люди возлагают цветы к памятникам и монументам, посвящённым подвигу героев подводного флота страны.
В 1992 году по инициативе вице-адмирала Е. Д. Чернова в Санкт-Петербурге создана благотворительная общественная Организация ветеранов ВМФ «Общество памяти атомной подводной лодки „Комсомолец“»[значимость факта?], объединившее членов семей подводников, погибших на К-278 и на других советских и российских подводных лодках.